# Volta a Espanha de 2008
A 63ª edição da Vuelta foi realizada no período de 30 de agosto a 21 de Setembro de 2008 entre as localidades de Granada e Madrid .
Participaram da competição Alberto Contador, ganhador do Tour de France 2007 e do Giro d'Italia 2008, e Carlos Sastre, vencedor do Tour de France 2008.